# Oberfeldwebel
Der Oberfeldwebel ist ein militärischer Dienstgrad der Bundeswehr und früherer deutscher Streitkräfte.

## Bundeswehr
Der Dienstgrad Oberfeldwebel wird durch den Bundespräsidenten mit der Anordnung des Bundespräsidenten über die Dienstgradbezeichnungen und die Uniform der Soldaten auf Grundlage des Soldatengesetzes festgesetzt.

### Befehlsgewalt und Dienststellungen
In der Bundeswehr ist der Oberfeldwebel ein Unteroffiziersdienstgrad, der gemäß der Zentralen Dienstvorschrift (ZDv) A-1420/24 „Dienstgrade und Dienstgradgruppen“ zur Dienstgradgruppe der Unteroffiziere mit Portepee zählt. Aufgrund der Zugehörigkeit zur Dienstgradgruppe der Unteroffiziere mit Portepee können Oberfeldwebel auf Grundlage des § 4 („Vorgesetztenverhältnis auf Grund des Dienstgrades“) der Vorgesetztenverordnung innerhalb der dort gesetzten Grenzen Soldaten der Dienstgradgruppen Mannschaften und Unteroffizieren ohne Portepee Befehle erteilen.
Oberfeldwebel werden beispielsweise als stellvertretende Zugführer, Gruppenführer oder auf Stabsposten eingesetzt. Aufgrund der Dienststellung können Oberfeldwebel in den in der Vorgesetztenverordnung aufgezählten Fällen allen dienstlich oder fachlich unterstellten Soldaten Befehle erteilen.

### Ernennung und Besoldung
Maßgebliche gesetzliche Grundlagen für die Ernennung zum Oberfeldwebel trifft die Soldatenlaufbahnverordnung (SLV) und ergänzend die Zentrale Dienstvorschrift (ZDv) 20/7. Zum Dienstgrad Oberfeldwebel können Berufssoldaten, Zeitsoldaten und beorderte Reservisten ernannt werden. Voraussetzung für die Ernennung in den Dienstgrad Oberfeldwebel ist die Zugehörigkeit zu einer der Laufbahnen der Feldwebel. Die Einstellung mit dem Dienstgrad Oberfeldwebel ist möglich, wenn der Bewerber über in der Verwendung verwertbare Kenntnisse verfügt. Die meisten Oberfeldwebel haben zuvor aber im Dienstgrad Feldwebel gedient. Wenn zuvor alle Dienstgrade zwischen Unteroffizier und Feldwebel durchlaufen wurden, kann der Dienstgrad frühestens viereinhalb Jahre nach Ernennung zum Unteroffizier erreicht werden.
Oberfeldwebel werden nach der Bundesbesoldungsordnung (BBesO) mit A 7mA (mit Amtszulage) besoldet.

### Dienstgradabzeichen

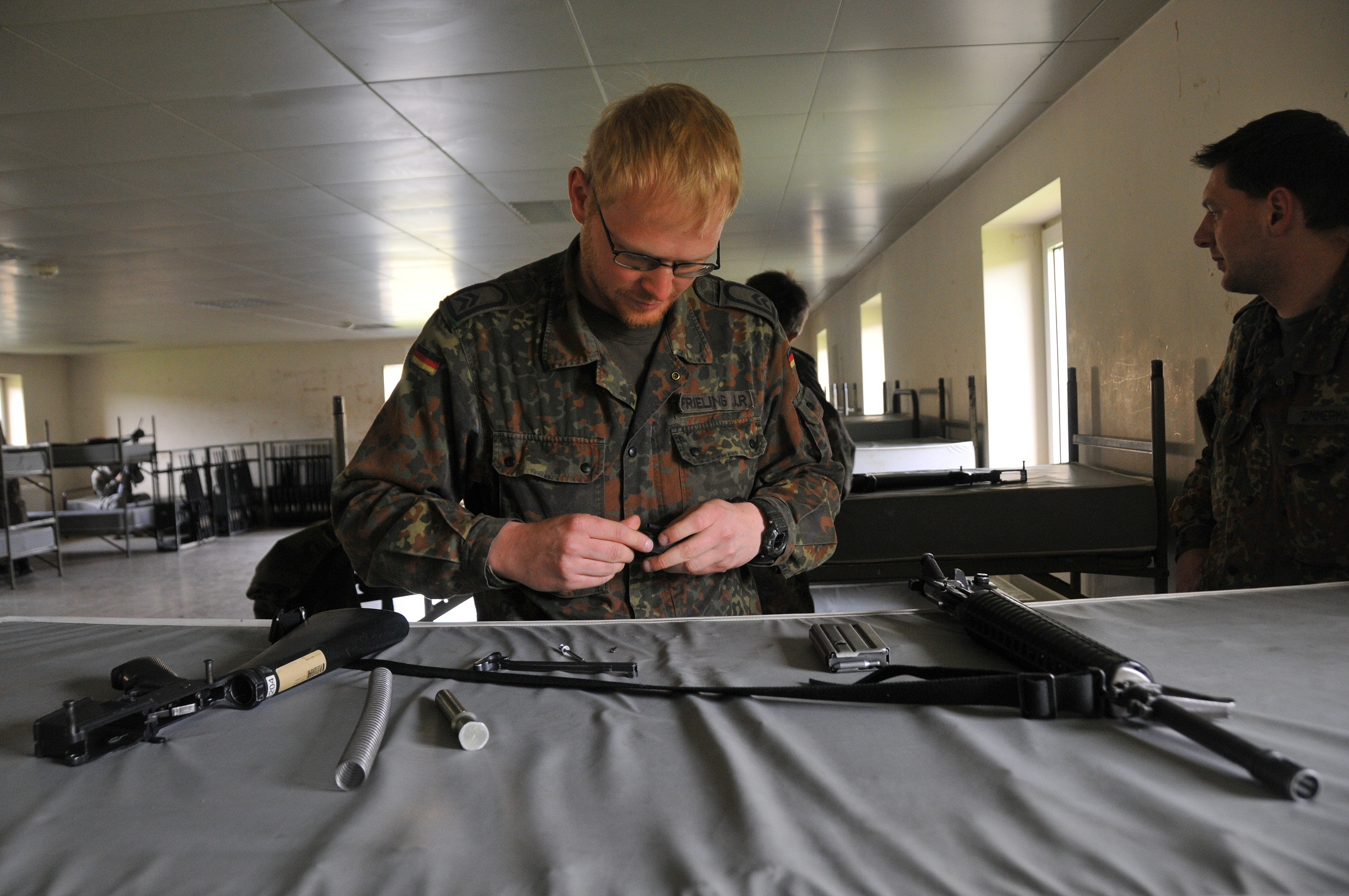
Ein Oberfeldwebel

Das Dienstgradabzeichen für Oberfeldwebel zeigt zwei Winkel mit der Spitze nach oben und eine geschlossene Tresse als Schulterabzeichen.
Die Schulterklappen erhielten erst Mitte 1959 eine umlaufende, auf Höhe der Schulternaht aber noch nicht geschlossene Borte. Bei Luftwaffe und Heer galt dies vom Dienstgrad Unteroffizier aufwärts, bei der Bundesmarine ab dem Dienstgrad Bootsmann. Die Farbe der Borte war in der Anordnung nicht definiert, dürfte sich aber an jener des Dienstgradwinkels orientiert haben. Die unten offene Schulterklappen-Borte identifizierte also noch nicht (wie heute) speziell den Dienstgrad Unteroffizier, sondern fungierte als allgemeines Rangabzeichen des Unteroffiziersstandes. Erst Ende 1962 erhielten alle oberhalb des Dienstgrades Unteroffizier stehenden Unteroffiziere eine auch auf Schulternahthöhe geschlossene Borte.

### Äquivalente, nach- und übergeordnete Dienstgrade
Den Dienstgrad Oberfeldwebel führen nur Heeres- und Luftwaffenuniformträger. Marineuniformträger derselben Rangstufe führen den Dienstgrad Oberbootsmann. In den Streitkräften der NATO ist der Oberfeldwebel zu allen Dienstgraden mit dem NATO-Rangcode OR-6 äquivalent.
In den Feldwebellaufbahnen ist der Oberfeldwebel gemäß Nr. 127 f. ZDv 20/7 zwischen dem rangniedrigeren Feldwebel bzw. Bootsmann und dem ranghöheren Hauptfeldwebel bzw. Hauptbootsmann eingeordnet (erste Dienstgradbezeichnung jeweils für Heeres- und Luftwaffenuniformträger; zweite Dienstgradbezeichnung jeweils für Marineuniformträger). Der Dienstgrad Oberfeldwebel steht ferner zwischen den zu zuvor genannten Dienstgraden jeweils äquivalenten aber nur von Offizieranwärtern durchlaufenen Dienstgraden Fähnrich bzw. Fähnrich zur See und Oberfähnrich bzw. Oberfähnrich zur See (erste Dienstgradbezeichnung jeweils für Heeres- und Luftwaffenuniformträger; zweite Dienstgradbezeichnung jeweils für Marineuniformträger).
| Unteroffizierdienstgrad |                             |                                                                 |
| Niedrigerer Dienstgrad |                             | Höherer Dienstgrad                                              |
| Feldwebel Bootsmann Fähnrich Fähnrich zur See                                                                                   | Oberfeldwebel Oberbootsmann | Hauptfeldwebel Hauptbootsmann Oberfähnrich Oberfähnrich zur See |
| Dienstgradgruppe: Mannschaften – Unteroffiziere o.P. – Unteroffiziere m.P. – Leutnante – Hauptleute – Stabsoffiziere – Generale |                             |                                                                 |

## Reichswehr
1920 erstmals in der deutschen Reichswehr eingeführt, wurden in den Dienstgrad zunächst bevorzugt ehemalige Offizierstellvertreter der alten Armee befördert.

## Wehrmacht

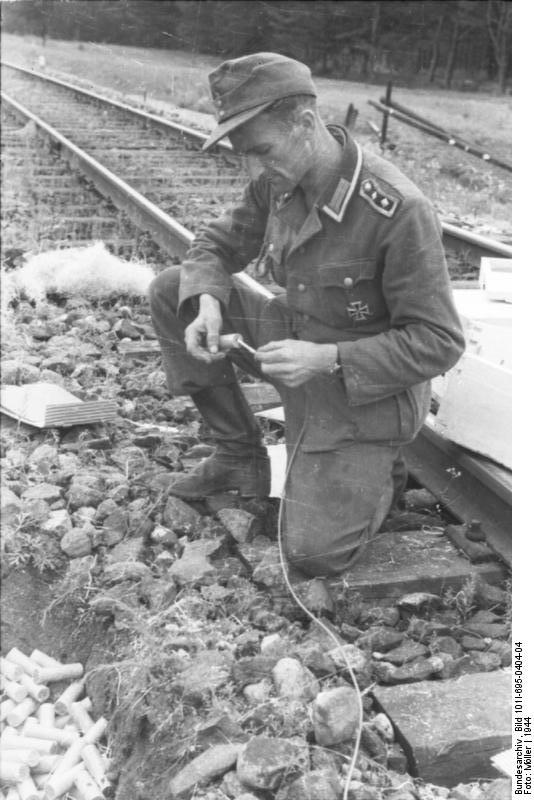
Oberfeldwebel bei der Vorbereitung einer Sprengung, Mittelrussland, Juli 1944.

Der Dienstgrad Oberfeldwebel wurde in der Wehrmacht als zweithöchster Rang der Unteroffiziere mit Portepee aus der Reichswehr übernommen. In den Waffengattungen Kavallerie, Artillerie und Flak lautete die Rangbezeichnung Oberwachtmeister. Dieser Rang entsprach auch dem SS-Hauptscharführer der Waffen-SS, dem SA-Obertruppführer sowie dem Oberbootsmann der Kriegsmarine, nicht zu verwechseln mit dem Hauptbootsmann, der ebenfalls zwei silberfarbene Sterne auf dem Schulterstück trug. Der Offizieranwärter im Range Fahnenjunker-Oberfeldwebel war dem Oberfeldwebel nominell gleichgestellt.

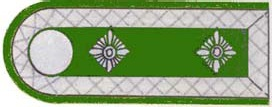
Oberfeldwebel Panzergrenadier
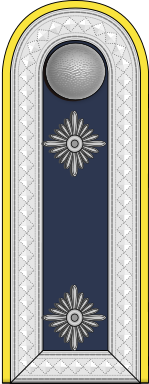
Oberfeldwebel der Luftwaffe
Kragenspiegel (vier Doppelschwingen auch StFw)
Ärmelabzeichen Fsjg
Fliegerkombi
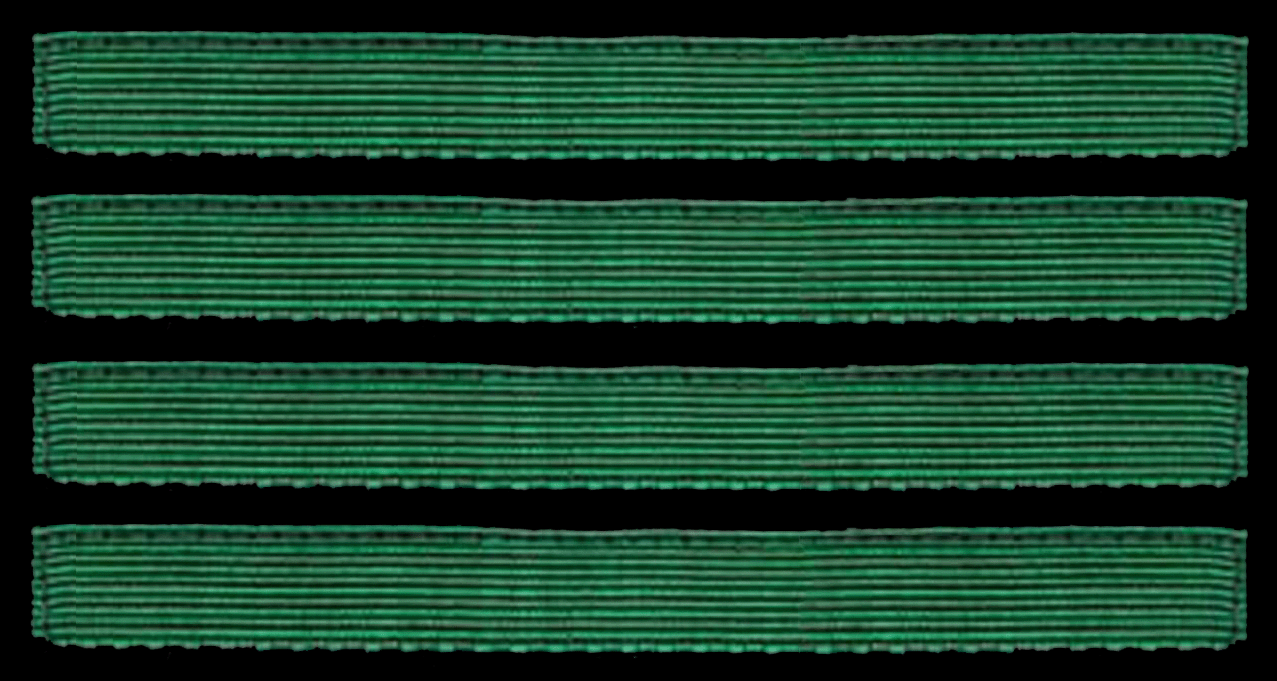
Wehrmacht, Oberfeldwebel Tarnkleidung
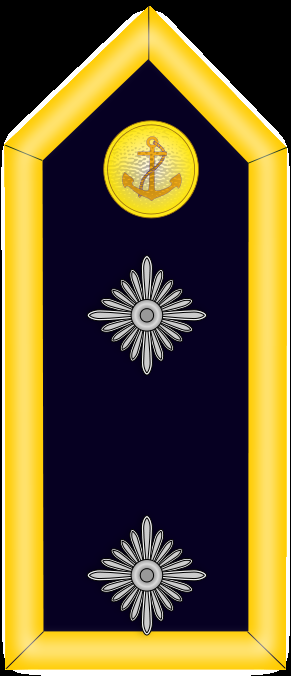
Kriegsmarine Oberbootsmann
Waffen-SS SS-Hauptscharführer (1934–1940)

| Dienstgrad           |                                  |                       |
| niedriger: Feldwebel | Oberfeldwebel (Oberwachtmeister) | höher: Stabsfeldwebel |

## Nationale Volksarmee
Der Rang Oberfeldwebel (Oberwachtmeister der Artillerie) wurde in der Nationalen Volksarmee der DDR als zweithöchster Unteroffiziersrang geführt. Äquivalent in der Volksmarine der DDR war der Obermeister.
| Dienstgrad           |                                  |                       |
| niedriger: Feldwebel | Oberfeldwebel (Oberwachtmeister) | höher: Stabsfeldwebel |

## Andere Streitkräfte

### Österreichisches Bundesheer
Im Österreichischen Bundesheer lautet der dem Oberfeldwebel äquivalente Dienstgrad Oberwachtmeister.

### Staaten des ehemaligen Warschauer Paktes
Das Äquivalent zum Oberfeldwebel in Ländern des ehemaligen Warschauer Pakts war bzw. ist:
- Bulgarien → Starschi Sershant (bulgarisch Старши сержант)
- Polen → polnisch Starszy sierżant
- Rumänien → rumänisch Plutonier major
- Russland → Starschij serzhant (russisch Старший сержант)
- Tschechoslowakei → tschechisch rotmistr
- Ukraine → Starschi sershant (ukrainisch Старший сержант)
- Ungarn → ungarisch Törzsőrmester